# Nicole Eggert

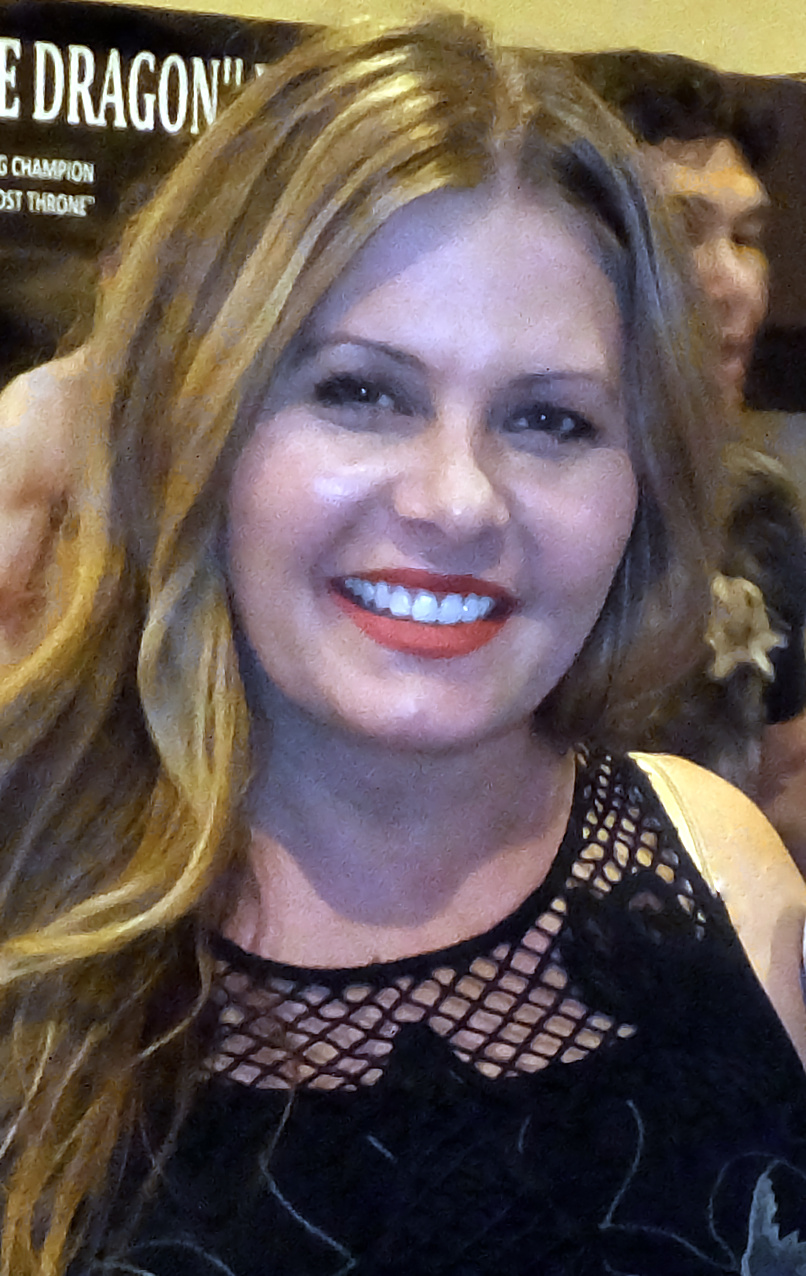
Nicole Eggert (2014)

Nicole Elizabeth Eggert (* 13. Januar 1972 in Glendale, Kalifornien) ist eine US-amerikanische Schauspielerin.

## Biografie
Nicole Eggert war eine bekannte US-amerikanische Kinderdarstellerin. Von ihrer Mutter gefördert, nahm sie im frühen Kindesalter an Schönheitswettbewerben teil und gewann u. a. im Alter von fünf Jahren den Wettbewerb Miss Universe Petite Division. In einem Werbespot pries sie Baby-Shampoo an. 1981, im Alter von acht Jahren, war Eggert in dem Film Reich und berühmt an der Seite von Jacqueline Bisset und Candice Bergen zu sehen. In der Folgezeit hatte sie Auftritte im US-amerikanischen Fernsehen, unter anderem in Aaron Spellings Fernsehserie T.J. Hooker mit William Shatner und Heather Locklear. Ihr Durchbruch im Fernsehen war die Rolle der Jamie Powell in der Comedy-Serie Charles in Charge mit Scott Baio in der Titelrolle.
1992 wurde sie einem weltweiten Publikum durch ihre Rolle der Rettungsschwimmerin Summer Quinn in der Fernsehserie Baywatch bekannt. Jedoch kam es zwischen Eggert und Produzent David Hasselhoff zu Meinungsverschiedenheiten am Filmset, so dass sie entlassen wurde. Eggert konnte sich nicht mit dem Baywatch-Look identifizieren, ließ jedoch wie ihre Baywatch-Kollegin Pamela Anderson 1993 eine Brustvergrößerung durchführen, die sie ein halbes Jahr später wieder verkleinern ließ. Trotzdem war Eggert erneut als Summer Quinn in dem 2003 ausgestrahlten Fernsehfilm Baywatch – Hochzeit auf Hawaii zu sehen.
Im Jahr 2000 heiratete sie. Sie hat zwei Töchter. 2024 machte sie ihre Krebserkrankung öffentlich.

## Filmografie
Fernsehserien
- 1981–1982: Fantasy Island (2 Folgen)
- 1982: T.J. Hooker (5 Folgen)
- 1985–1986: Wer ist hier der Boss? (Who’s the Boss?, 7 Folgen)
- 1987–1990: Charles in Charge (104 Folgen)
- 1992–1994: Baywatch – Die Rettungsschwimmer von Malibu (Baywatch, 32 Folgen)
- 1996: Eine schrecklich nette Familie (Married … with Children, eine Folge)
- 2000: Outer Limits – Die unbekannte Dimension (The Outer Limits, Folge: Revival)
- 2013: What Not To Wear
- 2013: Splash
- 2014: Tattoo Nightmares

Filme
- 1981: Reich und berühmt (Rich and Famous)
- 1986: Die Androiden – Sie sind unter uns (Annihilator, Fernsehfilm)
- 1986: Ayla und der Clan des Bären (The Clan of the Cave Bear)
- 1989: Kinjite – Tödliches Tabu (Kinjite – Forbidden Subjects)
- 1990: The Haunting of Morella
- 1992: Blown Away – Ausgelöscht (Blown Away, Fernsehfilm)
- 1992: The Double 0 Kid
- 1993: He’s my Girl II
- 1995: The Demolitionist
- 1995: Amanda und der Außerirdische (Amanda & the Alien, Fernsehfilm)
- 1996: Ein Pilot zum Verlieben (Frequent Flyer, Fernsehfilm)
- 1997: The Magic of Love
- 2000: Destination Impact (Submerged)
- 2003: Baywatch – Hochzeit auf Hawaii (Baywatch: Hawaiian Wedding, Fernsehfilm)
- 2003: Devil Winds
- 2004: Todes-Date
- 2006: Lightspeed (Fernsehfilm)
- 2007: Holiday Switch (Fernsehfilm)
- 2008: Die Casting Couch – Heiße Dates und sexy Girls (National Lampoon′s Cattle Call)
- 2008: Christmas Wish – Wenn Wünsche wahr werden (Fernsehfilm, A Christmas Proposal)
- 2009: Phantom Racer (Fernsehfilm)
- 2010: Turbulent Skies (Fernsehfilm)